# Acronicta albidior
Acronicta albidior är en fjärilsart som beskrevs av Wagner 1923. Acronicta albidior ingår i släktet Acronicta och familjen nattflyn. Inga underarter finns listade i Catalogue of Life.